# Fokker T.VIII-W
Die niederländische Fokker T.VIII-W war ein hochseefähiges Schwimmerflugzeug im Zweiten Weltkrieg. Sie wurde zur Aufklärung und als Torpedobomber verwendet.

## Entwicklung
Die T.VIII-W entstand aufgrund einer Forderung des Marineluchtvaartdienst (MLD, niederländische Seefliegerkräfte) nach einem Nachfolgemuster für die im Einsatz stehenden veralteten Seeflugzeuge, speziell der T.IV. Die Projektierungsarbeiten begannen 1937, der Erstflug erfolgte im Jahr darauf. Es entstanden drei Hauptversionen. Die erste Serie T.VIII-W/G (G für Gemischtbauweise Holz/Metall) erschien ab Juni 1939 und umfasste insgesamt 19 Maschinen. Die T.VIII-W/M (M für Ganzmetallbauweise) wurde in zwölf Exemplaren ausgeliefert. Die letzte Ausführung war die T.VIII-W/C von 1940 wieder in Gemischtbauweise aber mit größeren Abmessungen und stärkeren Triebwerken. Fünf Maschinen davon waren ursprünglich von Finnland bestellt worden, konnten aber wegen der deutschen Invasion nicht mehr ausgeliefert werden und wurden später von der deutschen Luftwaffe genutzt.
Insgesamt entstanden 36 T.VIII-W.

## Einsatz
Bis zum Einmarsch der deutschen Truppen dienten die bis dahin fertiggestellten elf Flugzeuge zur Aufklärung und U-Boot-Jagd an der niederländischen Küste. Das Vorhaben, einige Maschinen nach Niederländisch-Indien zu schicken, wurde nicht mehr realisiert.
Bei Beginn der Kämpfe wichen neun T.VIII-W auf französische Stützpunkte an der Kanalküste aus, wo sie Patrouilleneinsätze flogen. Mit einer Maschine wurden Mitglieder der niederländischen Regierung nach England ausgeflogen. Am 22. Mai 1940 entkamen acht Flugzeuge nach England, wo sie in der 320. (Dutch) Squadron der RAF zusammengefasst und von Pembroke Dock/Südwales aus gegen Seeziele eingesetzt wurden. Aufgrund von Ersatzteilmangel wurden diese Flüge nach zwei Monaten eingestellt.
Von den Deutschen waren fünf Flugzeuge erbeutet worden, zwanzig andere befanden sich noch in der Produktion. Nach einer Erprobung bei der E-Stelle Travemünde wurden diese Maschinen bis 1942 von der deutschen Luftwaffe über der Nordsee zur Aufklärung, Seenotrettung und U-Boot-Jagd verwendet.

## Aufbau
Konzeptionell gesehen war die T.VIII-W ein freitragender Mitteldecker mit abgestrebten Leichtmetall-Normalleitwerk mit Stoffbespannung und Schwimmerfahrwerk. Der Rumpf war dreiteilig mit ovalem Querschnitt und bestand aus einem Leichtmetallbug, Mittelteil aus Holz und Heck aus Stahlgerüst mit Stoffbespannung (T.VIII-W/G). Der Tragflügel besaß zwei Holme, Bakelitrippen und Sperrholzbeplankung. Bei der Ausführung T.VIII-W/M waren das Rumpfheck sowie der Flügel aus Leichtmetall.
Das Fahrwerk bestand aus zwei einstufigen, gekielten Schwimmern aus korrosionsfestem Dural mit je sechs wasserdichten Abteilungen und einem Kraftstoffreservetank.

## Militärische Nutzer

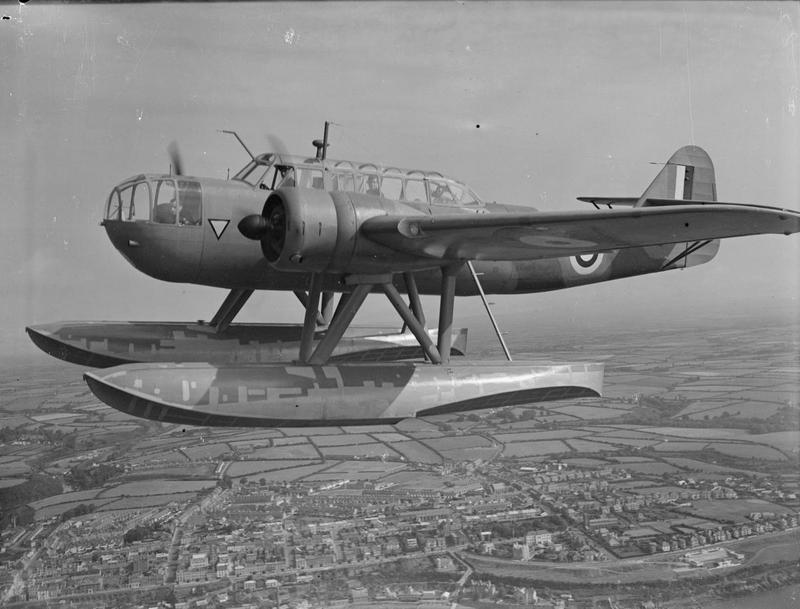
Britische T.VIII-W

Deutsches Reichmehrere erbeutete Maschinen im Einsatz
 Finnland
 Niederlande
 Vereinigtes Königreich

## Technische Daten
| Kenngröße             | T.VIII-W/G                                                              | T.VIII-W/C                                                              |
| --------------------- | ----------------------------------------------------------------------- | ----------------------------------------------------------------------- |
| Konzeption            | Hochseefähiges Aufklärungs- und Torpedoflugzeug                         | Hochseefähiges Aufklärungs- und Torpedoflugzeug                         |
| Hersteller            | Fokker                                                                  | Fokker                                                                  |
| Besatzung             | 3, maximal bis 6                                                        | 3, maximal bis 6                                                        |
| Spannweite            | 18,00 m                                                                 | 20,00 m                                                                 |
| Länge                 | 13,00 m                                                                 | 14,82 m                                                                 |
| Höhe                  | 5,00 m                                                                  | 5,40 m                                                                  |
| Flügelfläche          | 44,00 m²                                                                | 52,00 m²                                                                |
| Leermasse             | 3100 kg                                                                 | 4540 kg                                                                 |
| Startmasse            | maximal 5000 kg                                                         | normal 6660 kg maximal 7010 kg                                          |
| Antrieb               | zwei luftgekühlte 9-Zylinder-Sternmotoren                               | zwei luftgekühlte 9-Zylinder-Sternmotoren                               |
| Typ                   | Wright Whirlwind R-975E3                                                | Bristol Mercury XI                                                      |
| Startleistung         | je 450 PS (331 kW)                                                      | je 890 PS (655 kW)                                                      |
| Höchstgeschwindigkeit | 285 km/h in Bodennähe                                                   | 358 km/h in 1.500 m Höhe                                                |
| Reisegeschwindigkeit  | 220 km/h                                                                | 270 km/h in 1.500 m Höhe                                                |
| Steiggeschwindigkeit  | k. A.                                                                   | 350 m/min                                                               |
| Gipfelhöhe            | 6800 m                                                                  | praktisch 5600 m absolut 6800 m                                         |
| Reichweite            | 2100 km                                                                 | normal 1700 km maximal 2100 km                                          |
| Aktionsradius         | k. A.                                                                   | 840 km                                                                  |
| Flugdauer             | k. A.                                                                   | normal 8 h                                                              |
| Seefähigkeit          | k. A.                                                                   | bis Seegang 4                                                           |
| Bewaffnung            | ein starres 7,9-mm-MG Browning FN zwei bewegliche 7,9-mm-MG Browning FN | ein starres 7,9-mm-MG Browning FN zwei bewegliche 7,9-mm-MG Browning FN |
| Abwurfmunition        | Minen, Bomben oder ein Torpedo im Rumpfschacht                          | Minen, Bomben oder ein Torpedo im Rumpfschacht                          |
| Waffenzuladung        | bis 605 kg                                                              | bis 750 kg                                                              |